# Strč prst skrz krk

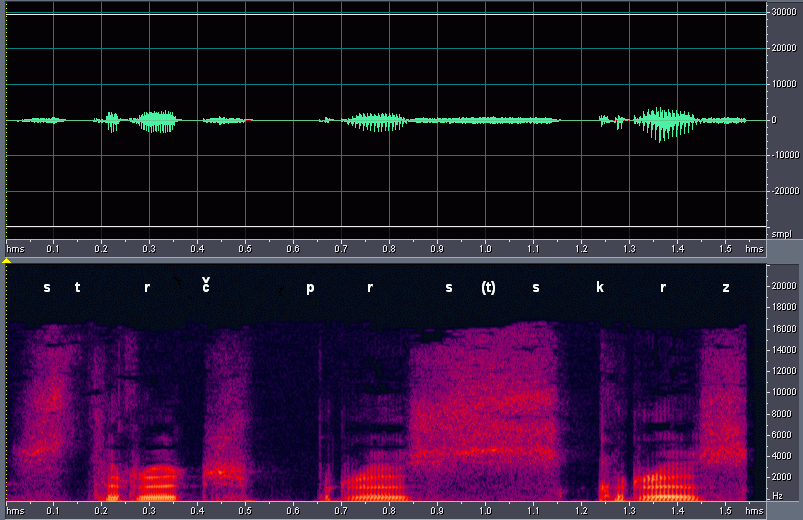
Forme d'onde et sonagramme de l'expression tchèque.

Strč prst skrz krk ( str̩tʃ pr̩st skr̩s kr̩k]) est un virelangue des langues tchèque et slovaque qui signifie « Enfonce ton doigt dans ta gorge ».
Elle est remarquable par son absence totale de voyelles dans une langue qui en comporte habituellement. Une transcription approximative de sa prononciation en français donnerait : steurtch peurst skeurz keurk.
Cette phrase est la devise de la revue satirique suisse La Distinction.
En République tchèque, on peut acheter des tee-shirts marqués de cette phrase.

## Autres virelangues tchèques sans voyelles
Il existe d'autres phrases tchèques célèbres sans voyelles, comme : « Smrž pln skvrn zvlhl z mlh. » (« Une morille pleine de taches se mouilla dans la brume. ») ou « Prd krt skrz drn, zprv zhlt hrst zrn. » (« Une taupe a pété à travers une motte de gazon, ayant préalablement avalé une poignée de grains. »)